# Enric Bayé
Enric Bayé i Blanch (Badalona, 1951) és un escriptor català, especialitzat en literatura infantil i juvenil. El 1992 va guanyar el Premi Josep Maria Folch i Torres de novel·les per a nois i noies amb la seva obra Quin patarrabum!. A nivell professional es dedica a transcriure llibres al sistema braille.

## Obra publicada
- Seis puntos aparte. Barcelona: Aliorna, ONCE, 1987.
- Sis punts a part. Barcelona: Aliorna, ONCE, 1987.
- El País de Marca. Barcelona: Aliorna, 1989.
- Salta, Badall, i girem full! Barcelona: La Galera, 1998.
- La Melodia oblidada. Barcelona: Baula, 1999.
- Montdrac del Camp. Barcelona: La Galera, 1999.
- El món clar. Badalona: Ajuntament de Badalona-Fomento de Construcciones y Contratas, 1999.
- ¡Que zambombazo! Barcelona: La Galera, 2003.
- Quin patarrabum! Barcelona: C.R.E.C. Joan Amades. Unitat de Producció de Recursos Didàctics, 2003.

## Premis i reconeixements
- Aigua del Carme. Premi Sant Joan, 1990.[3]
- Quin patarrabum!. Premi Josep Maria Folch i Torres, 1992.
- Ell DIU que no. Premi La vaca cega de narrativa curta, 1993.
- A la Maria Assumpta. Premi a la millor lletra en el Concurs d'havaneres de Badalona, 1995, per l'havanera dedicada al bergantí goleta Maria Assumpta.